# دن لاریا
دن لاریا (به انگلیسی: Dan Lauria) (زاده ۱۲ آوریل ۱۹۴۷) بازیگر آمریکایی است.
لاریا بازیگر ایتالیایی-آمریکایی در بروکلین، نیویورک زاده شد. او پسر کارملیا و جوزف جی.لاریا است.او در سال ۱۹۶۵ از دانشکده لیندنهورست به عنوان یک بازیکن اول فوتبال فارغ‌التحصیل شد.
از فیلم‌های معروف او می‌توان به بازی در فیلم روح و اسلج همر! اشاره کرد.